# Antonio Jose de Mazarredo Morgan Salazar de Muñatones y Rucabado
Antonio José Vitoriano de Mazarredo, Salazar de Muñatones, Morgan y Rucabado nació en Bilbao el 5 de septiembre de 1706. 
Hermano de Joaquín Antonio Eusebio Tomás de Mazarredo, Salazar de Muñatones, Morgan y Rucabado, y segundo y último hijo de Antonio José de Mazarredo y Salazar de Muñatones y de Manuela de Morgan, Rucabedo y Jarabeitia.
Casó con María Josefa de Gortázar y Arandia el 26 de julio de 1735, con quien tuvo como hijo a José de Mazarredo Salazar.
Teniente de navío de la Real Armada, Regidor de Bilbao en 1739, Alcalde de Bilbao en 1744, Diputado General del Señorío de Vizcaya en 1742 y 1752.
Murió en 1753 y condecorado Caballero de Santiago a título póstumo en 1774.
Fuentes: Anales de la Real Academia Matritense de Heráldica y Genealogía. Vol. X. (2007)